# Cylindropuntia abyssi
Cylindropuntia abyssi är en kaktusväxtart som först beskrevs av J.Pinckney Hester, och fick sitt nu gällande namn av Curt Backeberg. Cylindropuntia abyssi ingår i släktet Cylindropuntia, och familjen kaktusväxter. Inga underarter finns listade i Catalogue of Life.